# 1224

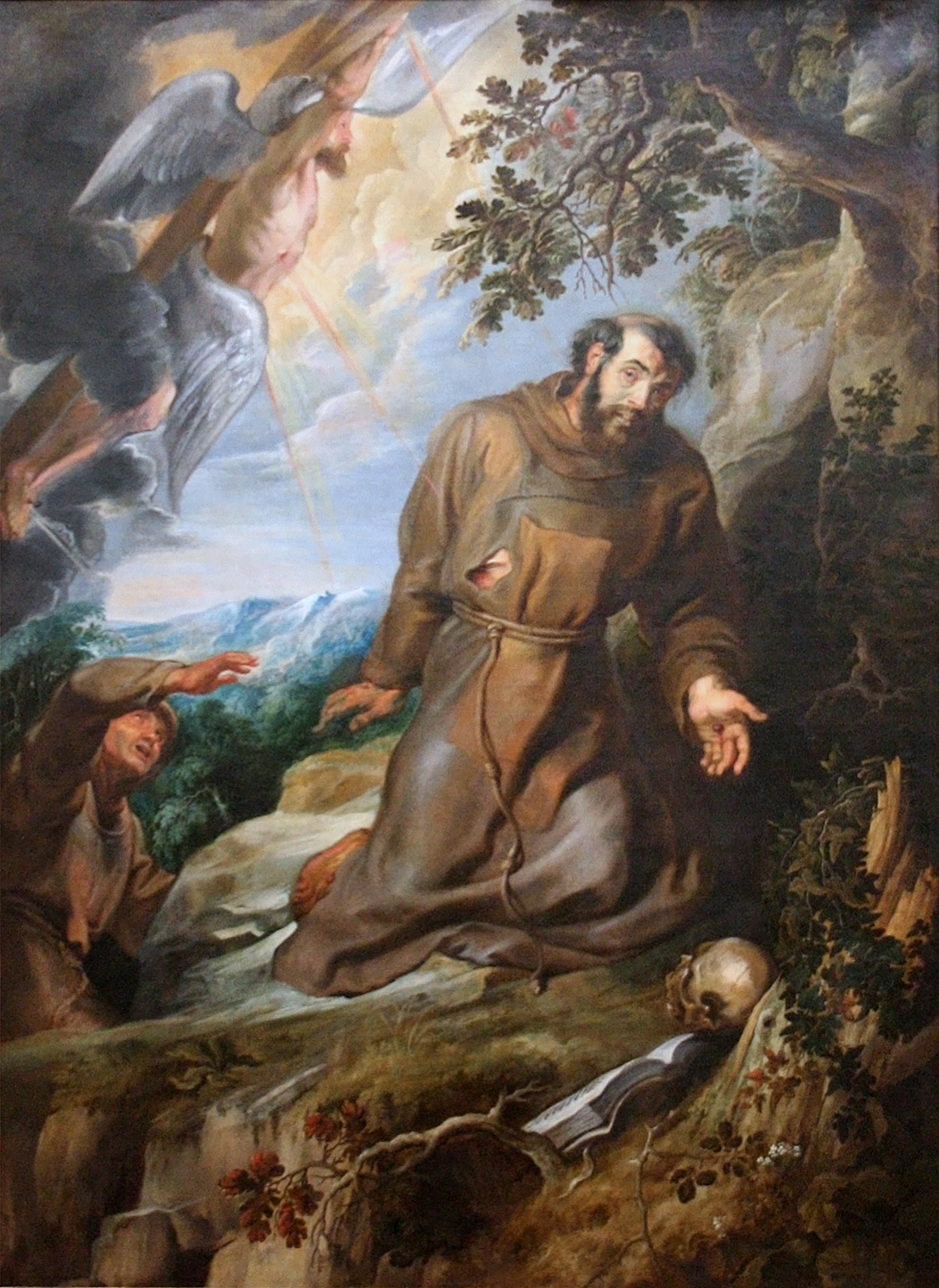
Franciscus van Assisi ontvangt de stigmata in 1224 (afgebeeld door Peter Paul Rubens)

Het jaar 1224 is het 24e jaar in de 13e eeuw volgens de christelijke jaartelling.

## Gebeurtenissen
- Het koninkrijk Thessaloniki wordt veroverd door het Despotaat Epirus onder Theodoros Komnenos Doukas en houdt op te bestaan.
- 15 augustus - Begin van het Beleg van Tartu, waarin Tartu wordt veroverd door de kruisvaarders op de Esten. Hiermee valt het gehele vasteland van Estland in christelijke handen.
- 14 september - De kruisvaarders geven zich over in het beleg van Carcassonne. Einde van de eerste Albigenzische Kruistocht.
- Stichting van de Taifa Baeza.
- Adolf IV grijpt de macht in het graafschap Holstein.
- Het graafschap Poitiers wordt op Hendrik III van Engeland geconfisqueerd en bij het Franse kroondomein gevoegd.
- 24 september - Franciscus van Assisi ontvangt de stigmata.
- De ridders en boeren van Salland komen in opstand tegen bisschop Otto van Lippe van Utrecht.
- Stichting van de Universiteit van Napels.
- De Orde der Wilhelmieten wordt erkend.
- Stadsrechten: Landau an der Isar, Opava
- De latere koning Wenceslaus I van Bohemen trouwt met Cunigonde van Hohenstaufen.
- 6 december - Floris IV van Holland trouwt met Machteld van Brabant.
- Oudst bekende vermelding: Bitterfeld, Gorinchem, Steensel

## Opvolging
- Almohaden (Marokko) - Yusuf al-Mustansir opgevolgd door zijn zoon Abu Mohammed Abdul Wahid op diens beurt opgevolgd door zijn oom Abu Mohammed Abdallah al-Adil
- Béarn - Willem I opgevolgd door zijn zoon Willem II
- Carcassonne - Amalrik VI van Montfort opgevolgd door Raymond II Trencavel
- Mâcon - Willem IV opgevolgd door zijn kleindochter Adelheid
- Song-dynastie (China) - Song Ningzong opgevolgd door Song Lizong
- Vietnam - Ly Hue Tong opgevolgd door Ly Chieu Hoang

## Geboren
- Cunegonda van Polen, echtgenote van Boleslaus de Kuise
- Sofia van Thüringen, echtgenote van Hendrik II van Brabant
- Mathilde van Brabant, echtgenote van Robert I van Artesië en Gwijde III van Saint-Pol
- Jan van Joinville, Frans edelman (jaartal bij benadering)
- Michaël VIII Palaiologos, keizer van Byzantium (1261-1282) (jaartal bij benadering)

## Overleden
- 6 januari - Yusuf al-Mustansir (~26), kalief der Almohaden (1213-1224)
- 14 april - Machteld van Dendermonde, Vlaams edelvrouw
- 30 april - Bernhard II, graaf van Lippe en bisschop van Semgallen
- 18 augustus - Maria Capet (~26), echtgenote van Hendrik I van Brabant
- september - Abu Mohammed Abdul Wahid, kalief der Almohaden (12240
- Christina de Wonderbare, Belgisch heilige
- Song Ningzong, keizer van Song-China (1194-1224)
- Walter van Bierbeek, Belgisch kruisvaarder en monnik
- Willem I, burggraaf van Béarn
- Willem IV, graaf van Mâcon
- Gwijde II, graaf van Auvergne (jaartal bij benadering)